# Calendar Men
Calendar Men (ヤットデタマン?, Yattodetaman) è una serie televisiva anime prodotta nel 1981 dalla Tatsunoko, appartenente alle serie Time Bokan, di cui è la quinta prodotta.

## Trama
Giappone, 1981. In un condominio gestito dal signor Arsenio Maigret vivono Beppe Domani e Tina Ieri; i due ragazzi sono i collaboratori dell'uomo che sbarca il lunario come investigatore privato. Un giorno, un rumore udito nel solaio insospettisce i ragazzi: la sorpresa è grande quando scoprono che a causarlo è stata l'apparizione di una macchina del tempo e la ragazza che ne esce rivela di essere la principessa Domenica, erede al trono del regno di Calendar, di venire dall'anno 2980 e di essere una loro discendente, svelando così il loro futuro matrimonio.
Nel futuro, dopo la morte del re di Calendar, il trono è stato usurpato dalla malvagia principessa Lunedì, che è riuscita a fare incoronare re il suo fratellino, il principino Sabato. Per legittimare l'ascesa al trono nel regno di Calendar è necessario avere accanto a sé il Cosmopavone, l'animale sacro di Calendar, il quale però non vuole saperne e fugge attraverso lo spazio e il tempo, trasformandosi negli oggetti e animali importanti della storia e della mitologia (come ad esempio, la lampada di Aladino, la mela di Newton, il vaso di Pandora, lo Yeti o la Fenice) .
Quello che né i due ragazzi né Domenica sanno è che nello stesso condominio abitano i responsabili del fattaccio: nascosti sotto il falso nome di «famiglia Settimana», nello scantinato del palazzo vivono Lunedì, Sabato e i loro goffi servitori Settembre e Ottobre. Essi sono in possesso del Pavonputer, un elaboratore costruito per indicare gli spostamenti temporali del Cosmopavone e le sue trasformazioni. La principessa Domenica, a sua volta,  è dotata di poteri paranormali con cui è in grado di captare le informazioni fornite dal Pavonputer, subito dopo la partenza dei rivali; ma poiché non è in grado di affrontare le missioni da sola, con questi stessi poteri incarica il suo antenato Beppe di riportare a casa il Cosmopavone, trasformando il ragazzino fifone nel supereroe Yattodetaman - all'insaputa di Tina - e rivelando ai due ragazzi che la chiave e il lucchetto che essi possedevano fin da bambini sono in realtà due talismani che se uniti sono in grado di evocare dal regno futuro di Calendar un potentissimo robot, l'Ipergenio King Star.
Da questa premessa parte il canovaccio comune ad altre serie Time Bokan. Con i poteri di Yattodetaman e la forza di King Star i due ragazzi s'imbarcano nella missione, viaggiando nel vortice del tempo per cogliere sul fatto Lunedì e i suoi scagnozzi e affrontare le bizzarre macchine da guerra progettate da Settembre. I cattivi giungono sul posto per primi e cercano di prendere il Cosmopavone ma l'arrivo dei buoni lo fa sempre scappare. Dopo un primo scontro a mani nude i due eroi evocano il robot con la nota frase: " Su aprite, segreti e misteri, per vedere nuovi sentieri, King Star, solo tu ci puoi salvar!" (talvolta modificata in "Su aprite, segreti e misteri, per vedere nuovi sentieri, King Star, vieni in aiuto col tuo daffar!")
King Star è aiutato da un cavallo robot (Sagittarius), con il quale si combina per formare un robot centauro, che ha invariabilmente la meglio sulla macchina da guerra di Settembre. Di questa, dopo la battaglia, resta solo la plancia di comando, sulla quale i quattro malfattori s'inventano un siparietto per impietosire King Star ed evitare che li punisca. Essi inizialmente riescono nel loro scopo e King Star torna sui suoi passi dicendo "Io odio il peccato, non chi lo commette", se non che i quattro sventurati lo insultano sottovoce mentre se ne sta andando ma lui - per loro sfortuna - ha l'udito molto fino. King Star si gira e con la spada o lanciando una freccia contro la plancia di comando, ne determina l'esplosione. La puntata termina con il ritorno a casa di tutti i protagonisti pronti a nuove avventure, oltre a una domanda della voce fuori campo:

## Personaggi
Di seguito sono elencati i vari personaggi di questa serie, con i nomi originali giapponesi tra parentesi.

### Protagonisti
Beppe Domani (時 ワタル?, Toki Wataru)(doppiatore: Kazuyuki Sogabe / Marco Joannucci)
È il protagonista della serie, un ragazzo imbranato e sbarazzino, che sfrutta quasi sempre le proprie strampalate invenzioni per combattere, ma quando concentra tutto il suo coraggio si trasforma nel paladino Yattodetaman, armato di un flauto che diventa una sorta di spada che timbra i nemici con una Y e pilota l'Ipergenio King Star.
Tina Ieri (姫栗 コヨミ?, Himeguri Koyomi)(doppiatore: Masako Miura / Beatrice Margiotti)
Compagna di Beppe sul lavoro. Arguta e grintosa, finirà con l'innamorarsi di Yattodetaman non sapendo fino all'ultima puntata che in realtà è l'identità segreta del suo amico, che lei disprezza ritenendolo un fifone.
Principessa Domenica (カレン姫?, Karen-hime, Principessa Karen)(doppiatore: Mika Doi / Bianca Toso)
Discendente di Beppe e Tina vivente nell'anno 2980 e legittima erede al trono di Calendar. È in grado di percepire telepaticamente il Pavonputer e aiuta Beppe nella sua trasformazione e unica a conoscere il suo segreto.

### Rivali
Principessa Lunedì (ミレンジョ姫?, Mirenjo-hime, Principessa Mirenjo)(doppiatore: Noriko Ohara / Valeria Perilli)
Opportunista, arrivista, quanto squattrinata e sfortunata sorella di Sabato, pretendente come re di Calendar e discendente della defunta "Dinastia Autunnale". Una delle più affascinanti e determinate sexy lady delle Time Bokan
Primo Settembre (ジュリー・コケマツ?, Julie Kokematsu)(doppiatore: Jōji Yanami / Bruno Cattaneo)
Tecnico e ingegnere dei macchinari da guerra, innamorato senza speranze della Principessa Lunedì. Sognatore ad occhi aperti. Ha un casco dotato di tre lucette lampeggianti, una rossa, una gialla e una blu: quando la luce rossa lampeggia, significa che Settembre sta mentendo; quando lampeggia il giallo significa che ha una buona idea, mentre il blu lampeggiante significa che l'uomo è terrorizzato a morte. Settembre ha un angolo tutto suo dedicato alla lettura delle lettere delle ammiratrici che danno anche suggerimenti di Robot e consigli per sconfiggere King Star.
Due Ottobre (アラン・スカドン?, Alan Sukadon)(doppiatore: Kazuya Tatekabe / Giorgio Del Bene)
Uomo di fatica del gruppo. Un personaggio goffo e sgraziato, ma fortissimo, affianca Settembre nei combattimenti corpo a corpo con Yattodetaman. Avrà in seguito un angolo tutto suo, chiamato l'Angolo di Ottobre, in cui si fanno dei confronti su cosa possa fare un uomo normale e le straordinarie prodezze del forzuto tuttofare.
Principe Sabato (コマロ王子?, Komaro-ōji)(doppiatore: Hiroko Maruyama / Monica Cadueri)
Petulante fratellino di Lunedì, vuole diventare Re di Calendar grazie agli imbrogli della sorella, in quanto membro della "dinastia Autunnale".
Conte Don Giovanni (ドンファンファン伯爵?, Donfanfan Hakushaku, Conte Donfanfan)(doppiatore: Masayuki Yamamoto / Giorgio Del Bene)
Spasimante della principessa Lunedì, da questa ricambiato. A differenza del brutto e goffo Settembre, è raffigurato come un uomo bello ed elegante, che non partecipa quasi mai alle battaglie. Il nome scelto per la traduzione italiana si rifà all'omonimo personaggio letterario.

### Reporter e cameraman
Nando Martellotti (ささやきレポーター?, Sasayaki repōtā, reporter Sasayaki lett. "Reporter sussurro")(doppiatore: Kei Tomiyama/Claudio Trionfi)
Simpatico reporter televisivo che compare sempre (inspiegabilmente) durante le battaglie di King Star contro la macchina gigante della dinastia autunnale, in compagnia del suo collega Elephant Cameraman per farne la telecronaca. In originale, il doppiatore del personaggio è lo stesso che funge da voce narrante di tutte le serie Time Bokan. Il suo nome Italiano è un chiaro riferimento al telecronista Nando Martellini.
Elephant Cameraman (小山カメラマン?, Tomiyama kameraman)(doppiatore: Kei Tomiyama/Sergio Matteucci)
Cameraman di Nando Martellotti, talmente alto da non apparire mai in viso. Sia il nome italiano "Elephant" che quello originale (scritto coi kanji di piccola montagna) fanno riferimento alla sua altezza, ma la pronuncia di quest'ultimo è simile al cognome del suo doppiatore originale.

## Differenze con le altre serie
Rispetto alle precedenti serie Time Bokan, Calendar Men riporta alcune novità, prima fra tutte la non ripetitività dei personaggi. Infatti Settembre e Ottobre non sono "interpretati" da Boyakki/Sekovitch e Tonzula/Dowalski, pur richiamando la coppia (solo il primo ha una vaga somiglianza con il "genio" del Trio), così come per Beppe e Tina. C'è anche un altro cattivo, ovvero il principino Sabato, e un quasi-cattivo rappresentato dal Conte Don Giovanni. Manca anche il duo dei "buoni", perché il vero eroe è il solo Yattodetaman, pur senza dimenticare il ruolo importante di Tina nelle battaglie corpo a corpo coi cattivi e nell'evocare King Star.
Altra novità riguarda i robot. La squadra di quelli "buoni" si riduce ai soli King Star e Sagittarius. Il primo dimostra di avere una propria mente e una propria personalità, cose che mancano completamente ai robot delle precedenti serie. Lo stesso King Star viene pilotato da Yattodetaman, cosa che non avviene nelle serie precedenti e che rendono l'Ipergenio più simile a robot come quelli delle serie robotiche classiche. Anche i robot dei "cattivi" subiscono dei cambiamenti, infatti non sono più usati come mezzi di trasporto ma vengono assemblati sul momento. Il comando per il loro montaggio cambia durante la serie; nella prima parte Settembre usa un telecomando, poi con la principessa Lunedì scimmiotta l'evocazione di King Star, usando al posto della chiave e del lucchetto due comandi che riproducono in modo buffo un uomo e una donna.

## Citazioni di altre opere
- Nell'episodio 21 ("La Principessa del 700") il Conte Don Giovanni si presenta vestito come Lady Oscar, arrivando pure a riferirsi alla principessa Lunedì come Andrè.
- Nell'episodio 32 ("Le favole di Esopo"), non appena il Cosmo Pavone trasforma Domenica e Lunedì e i suoi seguaci in animali delle favole di Esopo, a un certo punto vengono trasformati in rane. Lunedì e Settembre hanno le fattezze rispettivamente di Ranatan e Demetan, del cartone La banda dei ranocchi, altro prodotto targato Tatsunoko.
- Nell'episodio 40 ("Il sesto anniversario") fra il pubblico compaiono gli altri team di "buoni" e "cattivi" delle precedenti serie del Time Bokan (nell'ordine: il team de La macchina del tempo e i cattivi del team Gaikottsu; gli Yattaman e il Trio Drombo; i protagonisti di Zenderman e I predatori del tempo e i Salvastoria, con l'aggiunta di alcuni membri della Pattuglia del Tempo), la cui prima serie vide la luce nel 1975, esattamente 6 anni prima di Calendar Men. Questi riferimenti all'epoca non sono stati colti dagli spettatori italiani in quanto le dette serie precedenti non erano ancora state trasmesse.
- Nell'episodio 42 ("Le magie di Settembre") il personaggio di Sasuke Sarutobi (ribattezzato Nino Chiuditubi nel doppiaggio italiano) veste in maniera pressoché identica al protagonista de L'invincibile Ninja Kamui.

## OAV
Come altri cattivi, Lunedì, Settembre e Ottobre appaiono nel primo OAV di Time Bokan - Le macchine del tempo come concorrenti della corsa, mentre Don Giovanni resta in disparte facendo però il tifo per l'amata. Nell'OAV appare anche King Star (qui chiamato Grande Divinità, parziale traduzione del nome originale) evocato da Lunedì e Settembre (a cui Beppe ha dato la chiave e il lucchetto, in quanto sarebbe potuto apparire nell'episodio successivo se i suoi cattivi avessero vinto la corsa) in modo da aiutarli a vincere contro i cattivi di Ippatsuman, che reagiscono utilizzando la stessa strategia. Peccato che poi ambedue i robot si rivoltino contro i cattivi dopo che questi li hanno insultati, facendo esplodere i loro robot.

## Edizione italiana
Il doppiaggio italiano è stato eseguito presso lo studio Cooperativa Rinascita Cinematografica, diretto da Giovanni Brusatori e con i dialoghi curati dallo stesso Brusatori e Giorgio Del Bene. La sigla italiana Calendar Men, scritta da Riccardo Zara, è stata incisa da I Cavalieri del Re.

## Curiosità
- Nell'episodio 32 di Gigi la trottola, pure prodotto da Tatsunoko, intitolato Una favola per Gigi si sente Gigi suonare un flauto traverso. Da quel flauto esce la stessa melodia che Yattodetaman suonava ad ogni sua apparizione.
- Mentre in Italia questa serie andava in onda ogni giorno, in Giappone veniva trasmessa una volta alla settimana: questo particolare spiega come mai, nel doppiaggio italiano, alcuni personaggi - in particolare Settembre - usino espressioni del tipo: "Questa settimana...", "La scorsa settimana", "Tutte le settimane...", riferendosi ad eventi accaduti nella puntata trasmessa in Italia il giorno prima. In alcuni casi questa circostanza era utilizzata dai creatori della serie per coinvolgere gli spettatori, chiedendogli di mandare foto o disegni e, talvolta, di ideare loro stessi i robot dei cattivi per la puntata successiva. Questi riferimenti si sono in parte persi con la messa in onda italiana.
- Nel remake del 2008 di Yattaman sono presenti alcuni riferimenti a Calendar Men:
  - Nei robot del Trio Drombo appaiono vari cockpit mecha (i robottini mascotte che escono fuori dagli abitacoli dei robot dei cattivi nelle serie Time Bokan) ripresi da serie successive all'originale Yattaman. Da Calendar Men vengono ripresi la rapa in kimono che a fine battaglia dichiara "vincerete la prossima volta" e i girini che fanno la scala musicale a inizio battaglia.
  - Nell'episodio 26 (22 nella numerazione italiana), Ottobre fa parte della squadra di Baseball che il Trio Drombo forma assieme ad altri cattivi delle Time Bokan.
  - Il personaggio di Nando Martellotti appare negli episodi 28, 35 e 42 (41, 31 e 38 nella numerazione italiana).
  - Nell'episodio 33 (29 nella numerazione italiana), un giovane Toyotomi Hideyori viene raffigurato con le fattezze del principe Sabato.